# سوئیست دی‌ایکس۳
سوئیست دی‌ایکس۳ (انگلیسی: Soueast DX3) یک کراس‌اوور در ابعاد کامپکت کوچک است که توسط پینینفارینا طراحی و توسط سوئیست مونتاژ و عرضه شده‌است.

## بررسی

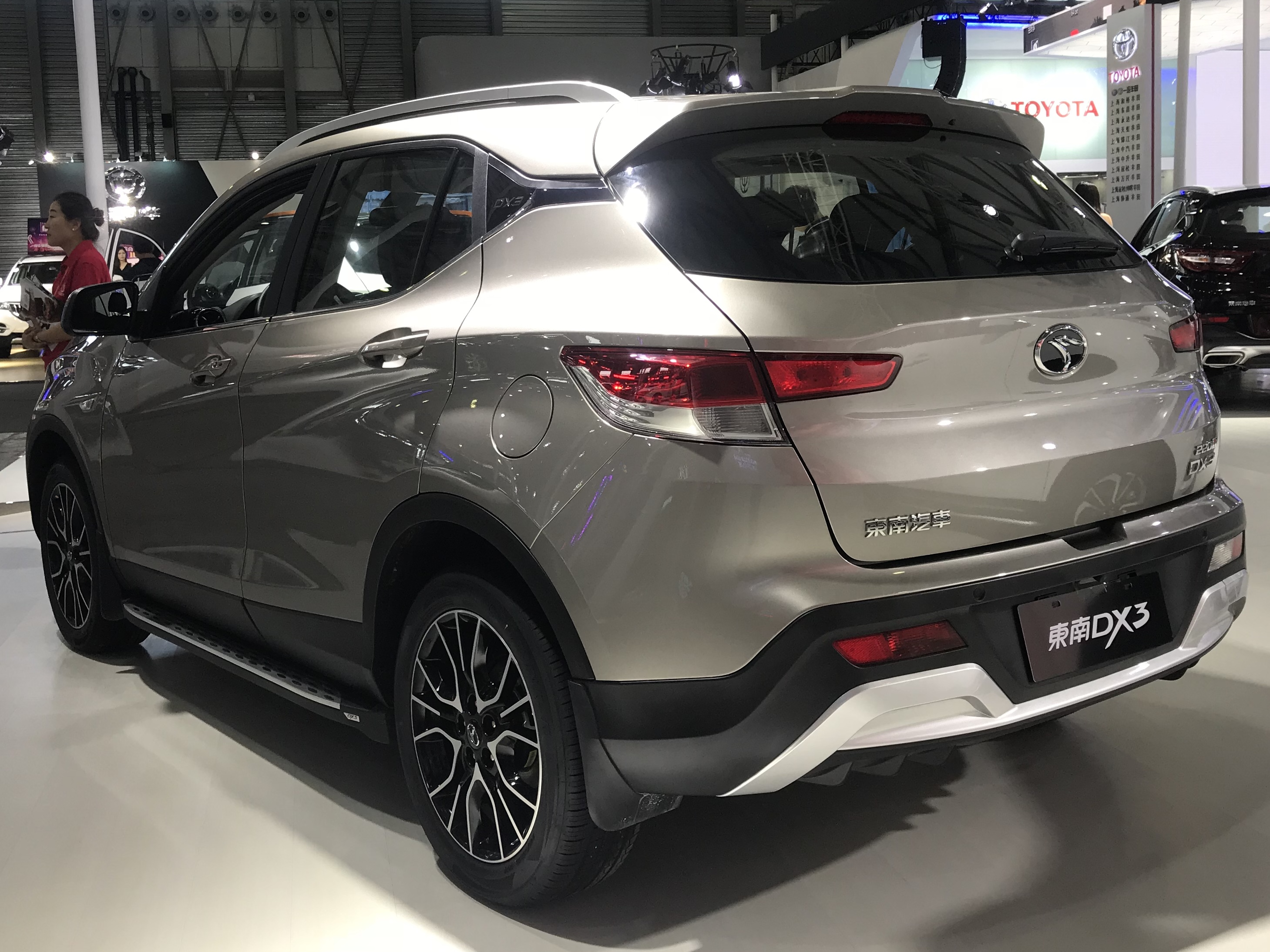
نمای عقب

از سوئیست دی‌ایکس۳ در نمایشگاه خودروی پکن ۲۰۱۶ رونمایی شد، ولی نسخهٔ تولیدی کراس‌اوور دی‌ایکس۳ در نمایشگاه خودروی چنگدو ۲۰۱۶ رونمایی و در نوامبر ۲۰۱۶ به
طور رسمی در بازار چین عرضه شد.
این خودرو در بازار چین با دو موتور عرضه می‌شود؛ یک موتور ۱٫۵ لیتری تنفس طبیعی با قدرت ۱۲۰ اسب بخار و گشتاور ۱۴۴ نیوتن متر و یک موتور ۱٫۵ لیتری توربوشارژر با قدرت ۱۵۵ اسب بخار و گشتاور ۲۲۰ نیوتن متر. موتور تنفس طبیعی با جعبه‌دنده‌های ۵ سرعتهٔ دستی و ۶ سرعتهٔ خودکار عرضه می‌شود، در حالی که موتور توربوشارژر با جعبه‌دندهٔ سی‌وی‌تی عرضه می‌شود. قیمت این خودرو در بازار چین از ۷۲٬۹۰۰ یوآن تا ۹۹٬۹۰۰ یوآن است.
مدل برقی این خودرو با نام دی‌ایکس۳ ئی‌وی۴۰۰ در نوامبر ۲۰۱۷ روانهٔ بازار چین شد. قیمت این خودرو در بازار چین با در نظر گرفتن انگیزاننده‌های دولتی برای خودروهای برقی معادل ۱۷ هزار دلار آمریکا است.

## سوئیست دی‌ایکس۳ایکس
دی‌ایکس۳ایکس مدل اسپرت‌تر دی‌ایکس۳ است که در سال ۲۰۱۸ عرضه شد. دی‌ایکس۳ایکس دارای یک پوشش مشکی در نمای جلو و تغییرات ظاهری جزئی است.

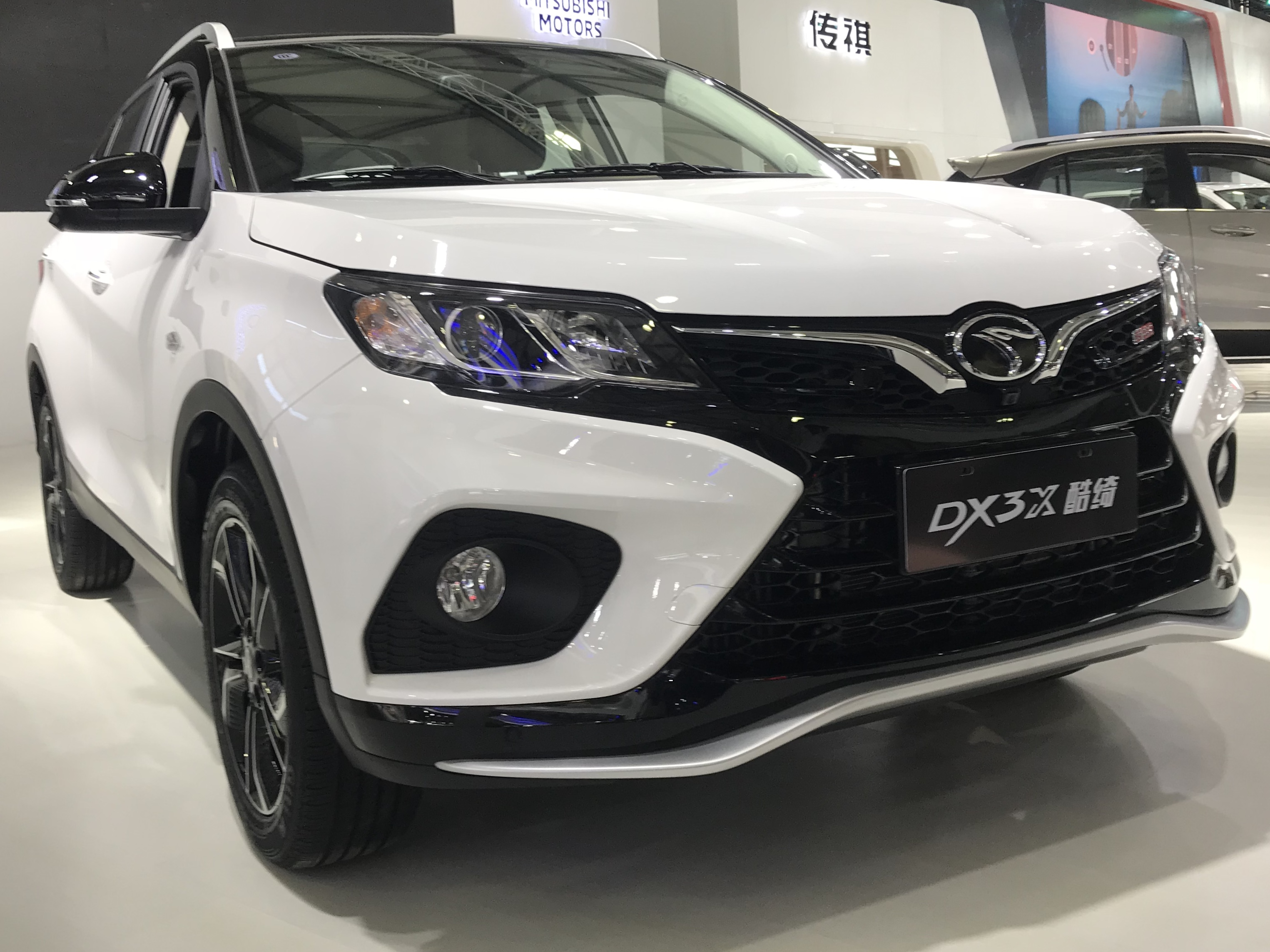
نمای جلو
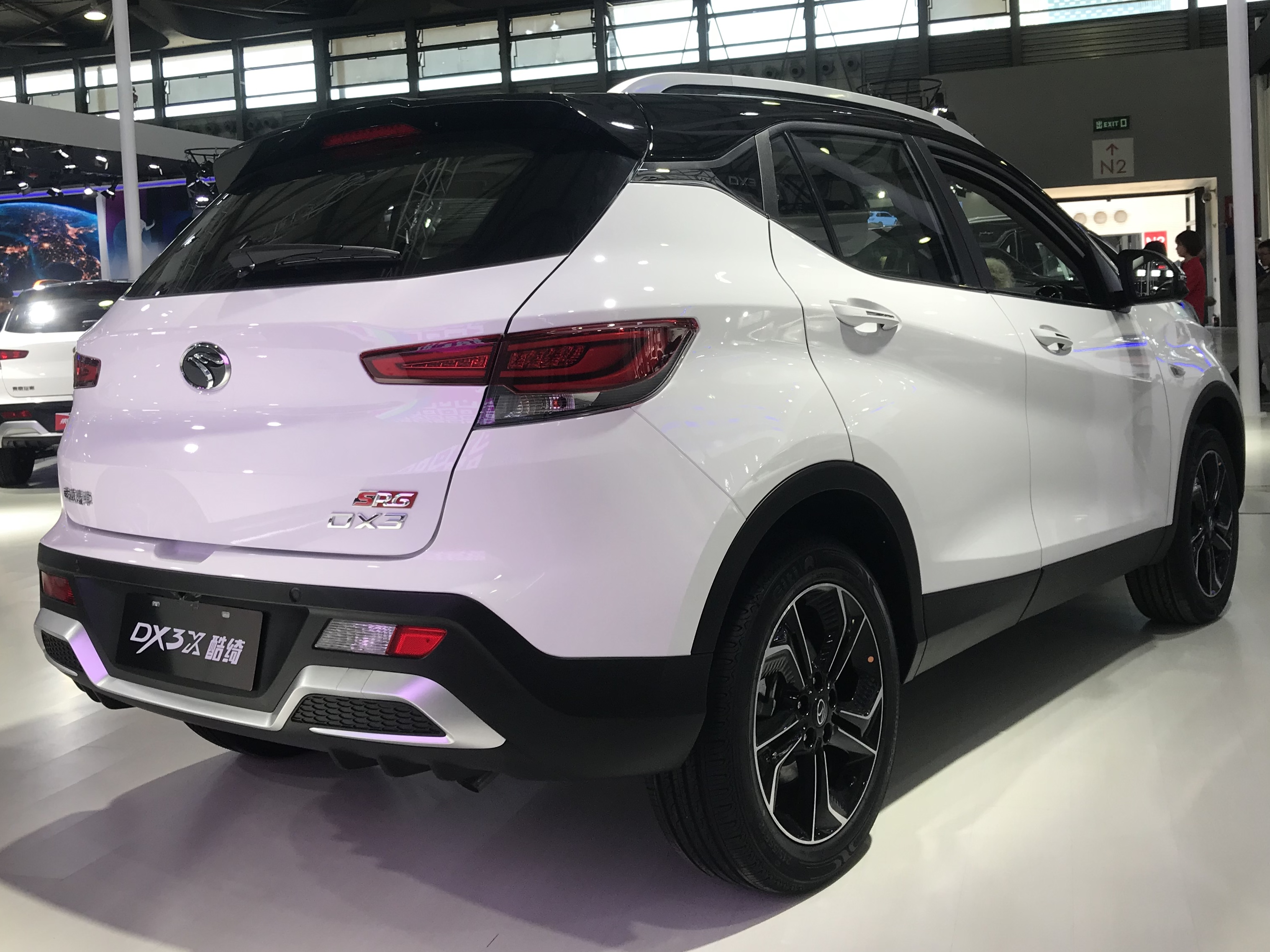
نمای عقب